# Comuna Bicaz-Chei, Neamț
Bicaz-Chei (în maghiară Almásmező) este o comună în județul Neamț, Transilvania, România, formată din satele Bârnadu, Bicaz-Chei (reședința), Gherman și Ivaneș.

## Așezare
Comuna se află în extremitatea vestică a județului, la limita cu județul Harghita, în zona cursului superior al râului Bicaz înzona unde primește apele afluentului Dămuc, la poalele munților Ceahlău, Hășmaș și Tarcău. Este străbătută de șoseaua națională DN12C, care trece prin cheile Bicazului și leagă Piatra Neamț de Gheorgheni  și de calea ferată industrială Bicaz–Bicaz Chei. La Bicaz-Chei, din DN12C se ramifică șoseaua județeană DJ127A, care duce la Dămuc, urcă pe valea Dămucului și coboară apoi pe râul Poiana Fagului în județul Harghita la Lunca de Jos (deși nu întreg traseul este asfaltat). Pe teritoriul comunei Bicaz-Chei se află două rezervații naturale: Cheile Bicazului și Cheile Șugăului, ambele de tip mixt.

## Demografie
Componența etnică a comunei Bicaz-Chei
     Români (88,27%)
     Romi (2,85%)
     Alte etnii (8,88%)
Componența confesională a comunei Bicaz-Chei
     Ortodocși (88,53%)
     Baptiști (1,94%)
     Alte religii (0,65%)
     Necunoscută (8,88%)
Conform recensământului efectuat în 2021, populația comunei Bicaz-Chei se ridică la 3.862 de locuitori, în scădere față de recensământul anterior din 2011, când fuseseră înregistrați 4.089 de locuitori. Majoritatea locuitorilor sunt români (88,27%), cu o minoritate de romi (2,85%). Din punct de vedere confesional, majoritatea locuitorilor sunt ortodocși (88,53%), cu o minoritate de baptiști (1,94%), iar pentru 8,88% nu se cunoaște apartenența confesională.

## Politică și administrație
Comuna Bicaz-Chei este administrată de un primar și un consiliu local compus din 13 consilieri. Primarul, Ghiorghe Oniga[*], de la Partidul Național Liberal, este în funcție din 1 noiembrie 2024. Începând cu alegerile locale din 2024, consiliul local are următoarea componență pe partide politice:
|  | Partid                    | Consilieri | Componența Consiliului | Componența Consiliului | Componența Consiliului | Componența Consiliului | Componența Consiliului | Componența Consiliului | Componența Consiliului | Componența Consiliului |
|  | ------------------------- | ---------- | ---------------------- | ---------------------- | ---------------------- | ---------------------- | ---------------------- | ---------------------- | ---------------------- | ---------------------- |
|  | Partidul Național Liberal | 8          |                        |                        |                        |                        |                        |                        |                        |                        |
|  | Partidul Social Democrat  | 5          |                        |                        |                        |                        |                        |                        |                        |                        |

## Istorie
La sfârșitul secolului al XIX-lea, teritoriul comunei făcea parte din Regatul Ungariei din Austro-Ungaria, în cadrul căreia era arondată districtului Gheorgheni al comitatului Ciuc; hărțile epocii consemnează în zona comunei satele Gyorgyò-Békás (la confluența răurilor Dămuc și Bicaz) și Ivànyos. În 1918, comuna a fost ocupată de armata României, iar în 1920 trecerea la România a fost oficializată prin tratatul de la Trianon. Astfel, anuarul Socec din 1925 o consemnează cu numele românesc de Bicaz, cu o populație de 6994 de locuitori, în plasa Tulgheș a județului Ciuc, această comună cuprinzând și teritoriul actualelor comune Bicazu Ardelean și Dămuc. Spre sfârșitul perioadei interbelice, cele trei comune s-au diferențiat. După Dictatul de la Viena din 1940, comuna, împreună cu restul Ardealului de Nord a aparținut Ungariei până în 1944, când după 23 august a redevenit parte a României.
În 1950, comuna Bicaz-Chei a fost transferată raionului Piatra Neamț din regiunea Bacău. În 1968, ea a trecut la județul Neamț.

## Monumente istorice
Singurul obiectiv din comuna Bicaz-Chei inclus în lista monumentelor istorice din județul Neamț ca monument de interes local este situl arheologic de la „Munticelu” (lângă satul Bicaz-Chei), unde s-au găsit urmele unei așezări din paleoliticul superior (cultura Gravettian).

## Economie
Prin comună trec DN12C și Calea ferată industrială Bicaz–Bicaz Chei.